# 13533 Junili
13533 Junili eller 1991 RJ11 är en asteroid i huvudbältet som upptäcktes den 4 september 1991 av den belgiske astronomen Eric W. Elst vid La Silla-observatoriet. Den är uppkallad efter June, Nina och Lian.
Asteroiden har en diameter på ungefär 10 kilometer.